# 周至柳
周至柳（学名：Salix tangii）是杨柳科柳属的植物，是中国的特有植物。分布在中国大陆的甘肃、山西、陕西等地，生长于海拔2,500米至3,000米的地区，一般生长在山坡及林中，目前尚未由人工引种栽培。

## 异名
- Salix tangii Hao f. villosa C. F. Fang et J. Q. Wang
- Salix tangii Hao var. angustifolia C. Y. Yu